# ゴヤ…歌でつづる生涯
『ゴヤ…歌でつづる生涯』（ゴヤ うたでつづるしょうがい、Goya... A Life In Song）は、松田聖子とプラシド・ドミンゴのミュージカルアルバム。1989年5月21日発売。発売元はソニー・ミュージックレコーズ。

## 解説
スペイン出身の著名なテノール歌手プラシド・ドミンゴとのデュエットアルバム。
発売国ごとにその国の代表的ポピュラー歌手がドミンゴと共演するというコンセプトで、日本盤では松田聖子が共演相手に選ばれた。
日本盤の初回プレス枚数は3万枚で、当時の松田聖子のアルバムとしてはかなり少ない。

## 収録曲
1. 序曲 （1:42） OVERTURE
2. エスパーニャ (スペイン) （2:41） ESPANAe
3. 驚くべきロマンティックなゴヤの冒険（3:05） THE ASTOUNDING ROMANTIC ADVENTURES OF GOYA
4. 18世紀半ばに生きて （2:29） IN THE MIDDLE OF 18th CENTURY
5. 微笑を浮かべた少女 （2:05） GIRL WITH A SMILE
6. 愛を知るまでは （4:52） TILL I LOVED YOU
7. 心に描く （4:34） PICTURE IT
8. 私は音を描く （4:48） I WILL PAINT SOUNDS
9. ヴィヴァ・エスパーニャ (スペイン万歳) （5:35） VIVA ESPANA
10. かつて私は (あなたを愛した) （3:14） ONCE A TIME (I LOVED YOU)
11. 私は独り立つ （3:34） I STAND ALONE
12. 流砂の犬 （3:41） DOG IN THE QUICKSAND
13. 旅の空 （2:38） MOVING ON
14. ボン・ソワール （2:39） BON SOIR
15. フィナーレ （1:42） FINALE

作詞・作曲／Maury Yeaton